# (37559) 1985 UR
1985 UR (asteroide 37559) é um asteroide da cintura principal. Possui uma excentricidade de 0.19998670 e uma inclinação de 12.82892º.
Este asteroide foi descoberto no dia 20 de outubro de 1985 por Antonín Mrkos em Kleť.